# Gheorghe Popescu
Gheorghe "Gică" Popescu (phát âm tiếng Romania: [ˈɡe̯orɡe ˈd͡ʒikə poˈpesku]; sinh ngày 9 tháng 10 năm 1967) là một cựu cầu thủ bóng đá người România chơi ở vị trí hậu vệ, cựu đội trưởng của FC Barcelona và là thành viên chủ chốt của Đội tuyển bóng đá quốc gia România trong thập niên 1990. Anh là anh rể của của cựu cầu thủ bóng đá România Gheorghe Hagi.